# Emmanuel Pontet
Emmanuel Pontet (Puan, Provincia de Buenos Aires, Argentina, 28 de junio de 1991) es un futbolista argentino-italiano. Juega como arquero y su primer equipo fue Misano FC de Italia. Actualmente milita en Club independiente de Neuquén del Torneo Federal A.

## Trayectoria
Emmanuel Pontet comenzó su carrera como futbolista formándose en las divisiones inferiores del Talleres de Córdoba, luego partió al Misano FC de Italia, equipo donde permaneció por una temporada 2011/2012, en el que disputa 31 partidos.
La temporada 2012/2013 pasa al Cesena de la Serie B de Italia, siendo parte del plantel profesional. 
En la temporada 2013/2014 vuelve Argentina para formar parte de Tiro Federal de Bahía Blanca. En el 2014 pasa a Bella Vista de Bahía Blanca. En la temporada 2015 acuerda con Ferro de General Pico. En el 2017 llega a un acuerdo con el Club Independiente de Neuquén para disputar el torneo federal A

## Clubes
| Club                                  | País      | Año       |
| ------------------------------------- | --------- | --------- |
| Misano FC                             | Italia    | 2011-2012 |
| Cesena                                | Italia    | 2012-2013 |
| Tiro Federal de Bahía Blanca          | Argentina | 2013-2014 |
| Bella Vista de Bahía Blanca           | Argentina | 2014      |
| Ferro de General Pico                 | Argentina | 2015-2017 |
| Club atlético Independiente (Neuquén) | Argentina | 2017-2019 |

1. ↑  «Llegó Pontet para ocupar la valla de Ferro en el Federal». Archivado desde el original el 2 de abril de 2015. Consultado el 29 de marzo de 2015.
2. ↑  Tiro Federal incorporó un arquero de cara al Argentino B